# Hana Holcnerová
Hana Holcnerová, rozená Ryšková (* 18. listopadu 1960 Brno), je brněnská aktivistka a publicistka, která se před rokem 1989 angažovala v protikomunistickém disentu.

## Život
Brněnská rodačka Hana Holcnerová vystudovala Stavební fakultu VUT v Brně. Záhy se zapojila do nezávislých aktivit. Podílela se na přípravě a distribuci brněnského samizdatu. V lednu 1989 podepsala u Petra Pospíchala Chartu 77, spolu se studentem Lékařské fakulty UJEP Vladimírem Vyskočilem se stala hlavní postavou brněnské sekce Nezávislého mírového sdružení a signovala i základní prohlášení Hnutí za občanskou svobodu. V rámci neoficiálního mírového hnutí připravila některé recesistické akce, například protesty proti vojenským hračkám. Adresa jejího bydliště v městské části Brno-Lesná figurovala jako brněnské kontaktní místo při sběru podpisů pod petici Několik vět. Podle novinářky Jany Soukupové se Holcnerová stala „nejangažovanější mladou disidentkou v Brně“. Spolupořádala také první masovější diskusní akce Brněnského fóra, na které i díky jejím komunikačním schopnostem dorazili také zástupci oficiálních struktur. Svazek, který na ni vedla Státní bezpečnost, dostal název Matka. V jejím bytě byly provedeny dvě domovní prohlídky: v březnu 1989 kvůli petici za propuštění Stanislava Devátého a 22. srpna téhož roku kvůli její účasti na shromáždění k výročí okupace Československa státy Varšavské smlouvy, během kterého byla zadržena s trikolórou. To jí vyneslo i trestní stíhání.
V listopadu 1989 spoluzakládala brněnské Občanské fórum, po jeho rozpadu se stala členkou Občanského hnutí. V letech 1995–1996 byla tiskovou mluvčí nástupnické strany SD – LSNS, později působila v Hnutí DUHA a v Kanceláři Veřejného ochránce práv. V roce 1998 se stala jednou z mluvčích iniciativy Kairos 98. V současnosti pracuje jako redaktorka domácího zpravodajství internetového Deníku Referendum.
Brzy po promoci se provdala za Petra Holcnera, který se rovněž účastnil neoficiálních aktivit v Brně a s nímž má dcery Veroniku (1984) a Evu (1987) a syna Jonáše (1993).